# 이란의 교통

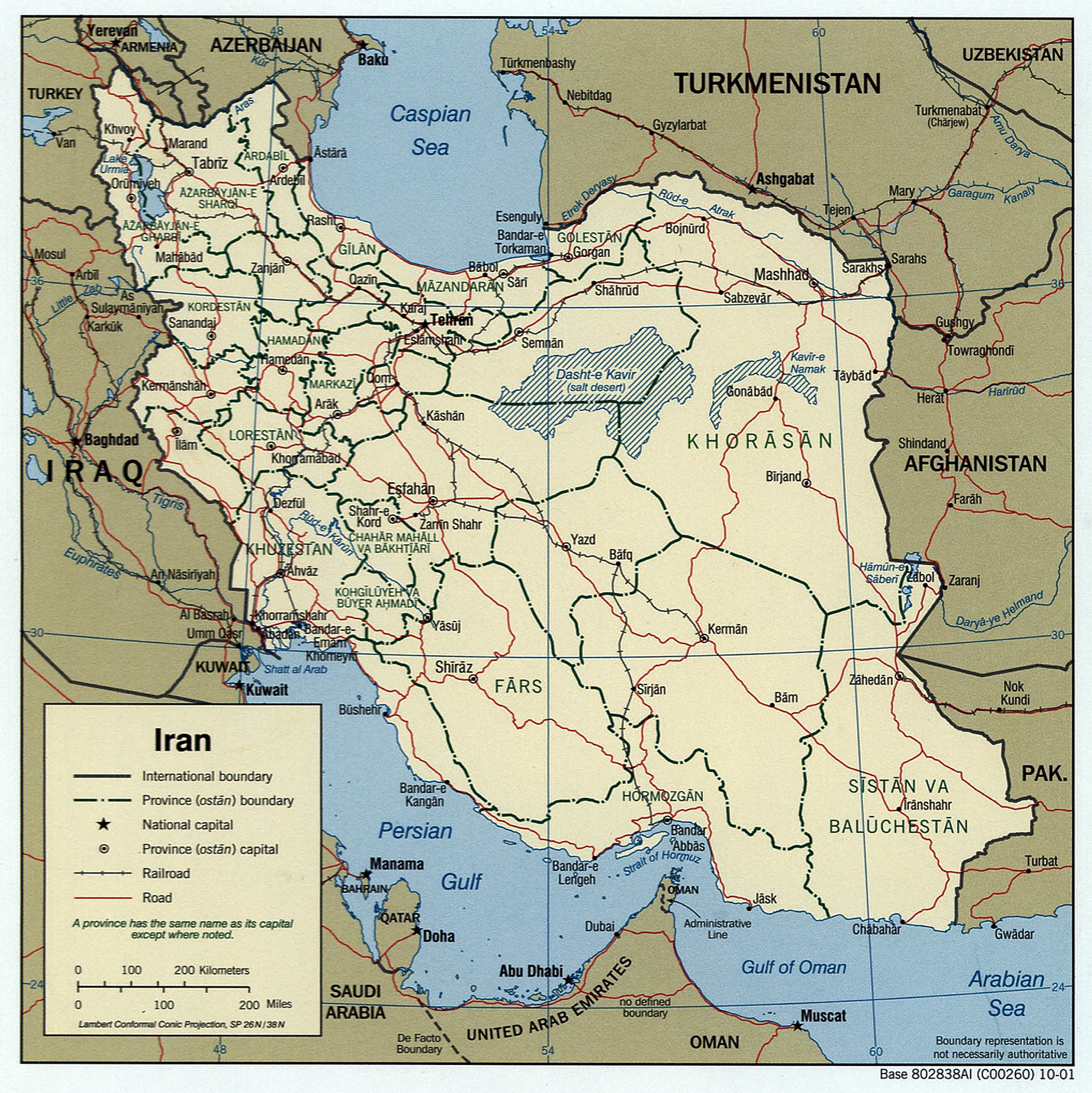
이란의 주요 노선과 철도. 테헤란은 이란의 교통 및 통신 시스템의 허브이다.

이란은 대부분의 마을과 모든 도시를 연결하는 긴 포장 도로 시스템을 갖추고 있다. 2011년에 국가는 173,000 킬로미터 (107,000 mi) 의 도로 중 73%가 포장되었다. 2008년에는 인구 1,000명당 거의 100대의 승용차가 있었다.
이란은 총 11,106km의 철로가 있다. 이 나라의 주요 입국항은 호르무즈 해협의 반다르 압바스이다. 이란에 도착한 수입품은 트럭과 화물열차로 전국에 유통된다. 1995년에 개통된 테헤란 - 반다르-아바스 철도는 테헤란과 마슈하드를 경유하여 반다르-아바스와 중앙아시아의 철도 시스템을 연결한다. 다른 주요 항구로는 카스피해의 반다르에안잘리 및 Bandar e-Torkeman 과 페르시아만의 호람샤르 및 반다르에에맘호메이니가 있다.
수십 개의 도시에 여객기 및 화물기 서비스를 제공하는 공항이 있다. 국영 항공사인 이란 항공는 1962년에 설립되어 국내선과 국제선을 운항한다 .
이란의 교통수단 은 휘발유 가격에 대한 정부의 보조금 때문에 저렴하다. 단점은 정부 재정의 막대한 소모, 낭비가 심한 소비 패턴, 주변 국가와의 밀수품, 대기 오염으로 인한 경제적 비효율성이다. 2008년에는 100만 명이 넘는 사람들이 GDP의 9%를 차지하는 운송 부문에서 일했다.

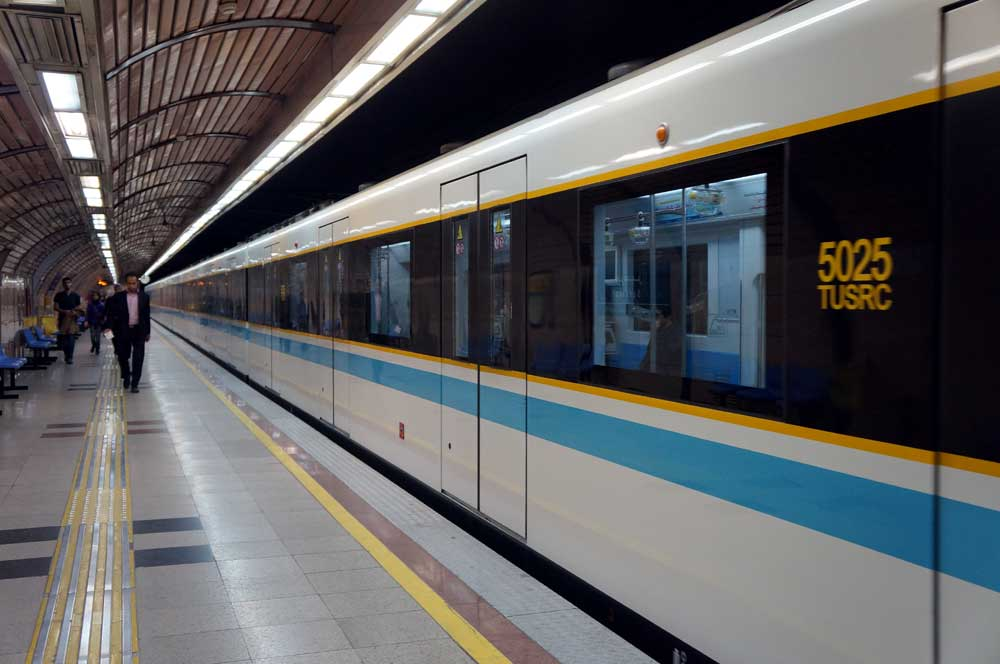
테헤란 지하철

## 도로 및 자동차
- 합계: 172,927 km (2006)[5]

- 포장: 125,908 km (1,429km의 고속도로 포함)
- 비포장: 47,019km

## 도시철도 및 트램
수도 테헤란에는 지하철과 Bus Rapid Transit 체계가 갖추어져 있다. 이스파한, 시라즈, 타르비즈에도 지하철 시스템이 운영되고 있다.

## 철도
- 합계: 11,106 km[3] 총 길이를 2016년도의 13,500km에서 2025년까지 20,000km로 연장하려고 계획 중임.[6]
  - 표준 궤도: 8,273 km of 1,435 mm (4 ft 8 1⁄2 in) gauge (146 km electrified) (2006)
  - 광궤: 94 km of 1,676 mm (5 ft 6 in) gauge (파키스탄 철도와 연결됨)

이란의 교통은 대부분 도로 교통 기반이다. 정부는 여객 운송의 3.5%와 화물 운동의 8.5%를 철도가 담당하게 하려고 계획하고 있다. 또한 철도의 전철화도 추진 중이다. 이란 도로교통부에 따르면 철도 네트워크는 1년에 500km씩 늘어날 것이다.

## 항공
이란에는 총 319개의 공항이 있다. 이 중 140개는 포장된 활주로를 가지고 있으며 179개는 비포장 활주로를 가지고 있다. 또한 26개의 헬기장이 있다.
이란은 매년 (2016년 기준) 약 5천만 명의 승객을 처리한다. 이란의 공항은 국제 연결을 개선하고 있으며 Markazi 지방의 Arak 공항은 최근 국제선 운항을 시작하여 국내 공항 10개 외에 총 5개의 공항을 만들었다. 2007년 5월 수도 테헤란으로 향하는 국제선은 기존 중앙 메라바드 공항의 수용 인원 제한으로 인해 도시 바로 외곽에 있는 이맘 호메이니 국제공항(IKIA)으로 이전되었다.

### 공항 (포장된 활주로)

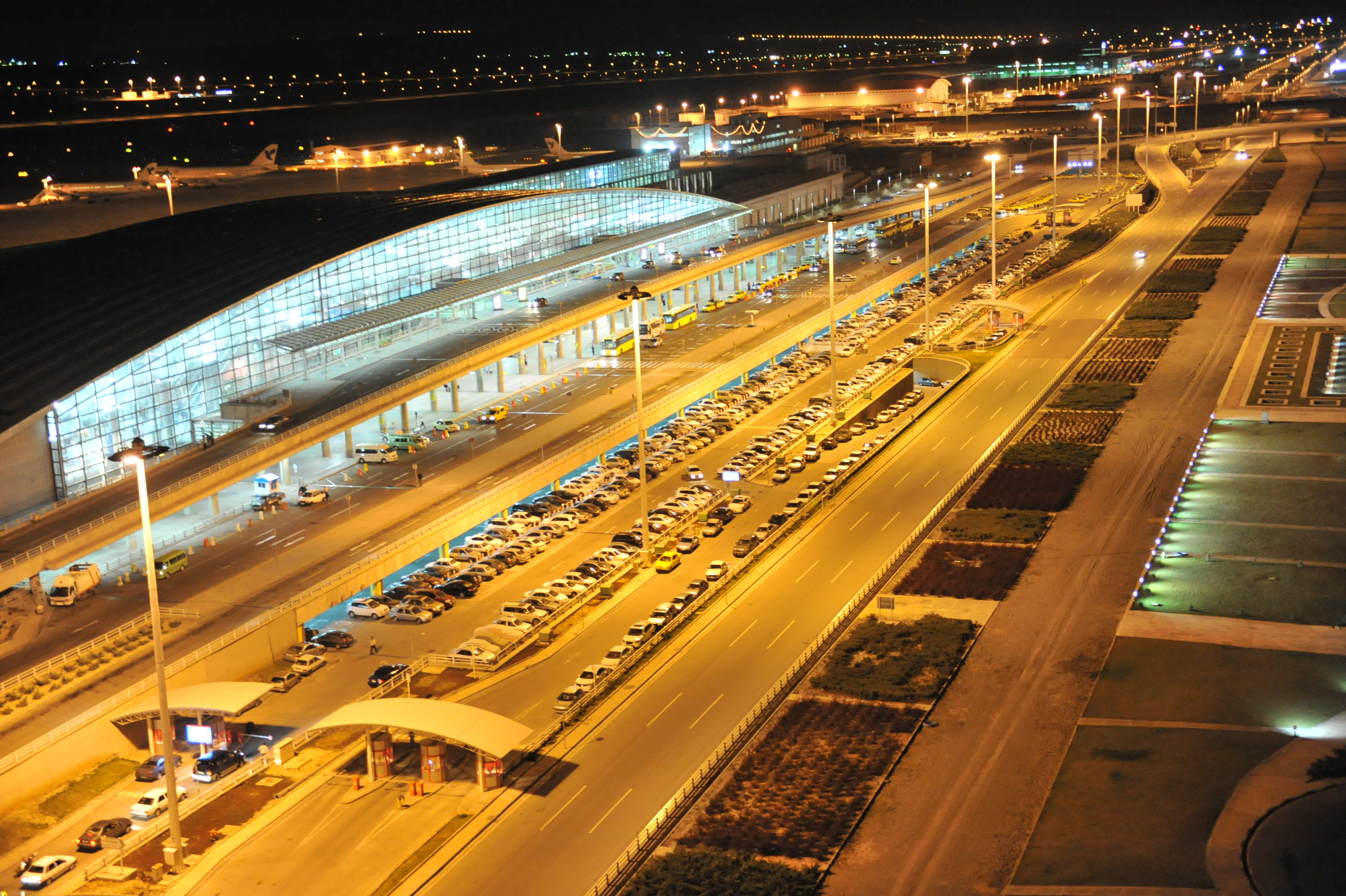
Imam Khomeini International Airport

합계: 140 (2013)
3,047 m 초과: 42
2,438 ~ 3,047 m: 29
1,524 ~ 2,437 m: 26
914 ~ 1,523 m: 36
914 m 미만: 7 (2013년 기준)

### 공항 (비포장 활주로)
합계: 179 (2013년 기준)
3,047 m 초과: 1
1,524 ~ 2,437 m: 2
914 ~ 1,523 m: 135
914 m 미만: 32 (2013)

### 헬기장
합계: 26 (2013)

## 파이프라인
2008년 기준으로 이란의 파이프라인 구성은 다음과 같다.
- 응축수 7km
- 응축수/가스 12km
- 가스 19,246km
- 액체 석유 가스 570km
- 석유 7,018km
- 정제 제품 7,936km

이란은 현재 파키스탄이 직면한 에너지 부족을 해결하고 각자의 경제를 통합하는 데 도움이 되는 석유 및 가스 파이프라인 건설을 위해 이웃 파키스탄과 협상을 진행하고 있다.

## 같이 보기
- 테헤란 메트로
- 이란의 항공사 목록
- 이란의 경제